# Iłża
Iłża è un comune urbano-rurale polacco del distretto di Radom, nel voivodato della Masovia.
Ricopre una superficie di 255,82 km² e nel 2004 contava 15 761 abitanti.